# Ruitsporig vloksteeltje
Het ruitsporig vloksteeltje (Flammulaster rhombosporus) is een schimmel behorend tot de familie Tubariaceae. Het leeft saprotroof op afgevallen bladeren van loofbomen- en struiken.

## Verspreiding
In Nederland komt het ruitsporig vloksteeltje uiterst zeldzaam voor. Het staat op de rode lijst in de categorie 'ernstig bedreigd'.